# Megaselia sextohirta
Megaselia sextohirta är en tvåvingeart som beskrevs av Rudolf Beyer 1966. Megaselia sextohirta ingår i släktet Megaselia och familjen puckelflugor. Inga underarter finns listade i Catalogue of Life.